# ريمانتاس ستانكيفيشيوس
ريمانتاس ستانكيفيشيوس (بالليتوانية: Rimantas Antanas Stankevičius)‏ (و. 1944 – 1990 م) هو رائد فضاء، وطيار اختبار ليتواني، ولد في ماريامبوله، توفي عن عمر يناهز 46 عاماً.

## جوائز
حصل على جوائز منها:
- وسام النجمة الحمراء.